# Janusz Palmowski
Janusz Kazimierz Palmowski (ur. 19 września 1958 w Chojnicach, zm. 30 maja 2017 tamże) – polski samorządowiec, starosta chojnicki w latach 1998–2002.

## Życiorys
Syn Feliksa i Ireny. Z wykształcenia inżynier rolnik. W latach 1990–1994 radny miejski w Chojnicach, był członkiem komisji rewizyjnej oraz Oświaty, Kultury, Sportu i Rekreacji. Do 1998 pracownik Urzędu Gminy w Chojnicach. Pierwszy starosta chojnicki po reformie administracyjnej w 1999, wybrany na to stanowisko 10 listopada 1998 z ramienia Akcji Wyborczej Solidarność. Jako starosta zabiegał o dokończenie budowy szpitala w Chojnicach (co nastąpiło w 2001) oraz rozpoczęcie budowy Zespołu Szkół Specjalnych w Chojnicach (2000). Jeden z inicjatorów założonego w 1999 Związku Samorządów na Rzecz Modernizacji Dróg Krajowych nr 22, 50 i 508. Doprowadził do uruchomienia bezpośredniego połączenia kolejowego Chojnic z Gdańskiem.
W 2002 wybrany radnym i przewodniczącym Komisji Rolnictwa, Leśnictwa i Ochrony Środowiska Rady Powiatu Chojnickiego. Następnie pracował w delegaturze Najwyższej Izbie Kontroli w Gdańsku.
W 1992 jeden z inicjatorów powstania Stowarzyszenia Rodzin Katolickich Diecezji Pelplińskiej i do 1999 jego prezes. Z jego inicjatywy powstał dwutygodnik katolicki „W Rodzinie”. W latach 1991–2001 Członek Zarządu Stowarzyszenia Lokalnej Salezjańskiej Organizacji Sportowej „Salos” w Chojnicach. Organizator I Zjazdu Kaszubów, który w 1999 odbył się w Chojnicach. Zwolennik przynależności Chojnic do woj. pomorskiego.
W 2009 otrzymał tytuł i medal „Zasłużony dla powiatu chojnickiego”. Odznaczony Srebrnym Krzyżem Zasługi (2008) i Odznaką „Zasłużony dla Ochrony Przeciwpożarowej”.